# Sadzot
Sadzot est un hameau belge de la commune d'Érezée située en province de Luxembourg.
Avant la fusion des communes de 1977, Sadzot faisait déjà partie de la commune d'Érezée.

## Situation
Ce hameau ardennais se trouve sur les hauteurs de la vallée de l'Estinale et du hameau voisin de Briscol à l'orée d'un grand espace forestier. Il se situe à 3 km à l'est d'Érezée

## Histoire
La nuit du 27 au 28 décembre 1944, le hameau fut le cadre de violents combats commis lors de la bataille des Ardennes. Un monument commémoratif rappelle ces faits ainsi qu'un petit musée, le Sadzot Museum 44, ouvert sur rendez-vous.